# ازدواج القضيب
ازدواج القضيب هي حالة طبية نادرة، وهي ظهور قضيب زائد للرجل. يصاب بهذه الحالة 1 من كل 5,500,000 رجل في أمريكا
يرجع الأطباء حالة ازدواج القضيبين إلى اضطراب في جين العلبة المثلية homeobox خلال الأسبوع الرابع من تكون الجنين، في الوقت الذي يختلف فيه حجم القضيبين وطبيعة عملهم من عدمه بين شخص وآخر، ففي بعض الحالات يكون القضيبان ذي شكل وحجم طبيعي ويؤديان وظيفتهما، بينما في حالات أخرى يكون العضوان صغيرين وغير مكتملي النمو وغير قادرين على القيام بوظيفة التبول أو القذف.